# Кленове (Лозівський район)
Кленове (до 17 лютого 2016 — Пролета́рське) — село в Україні, у Близнюківській селищній громаді Лозівського району Харківської області. Населення становить 21 осіб. До 2020 року орган місцевого самоврядування — Уплатнівська сільська рада.

## Географія
Село розташоване за 157 км від обласного центру та 6 км від міста районного центру, за 1 км від залізничної лінії Лозова — Павлоград I. 

## Історія
Село засноване 1930 року. Ймовірно, що засновниками села були переселенці з ліквідованого через побудови аміакопроводу села Рябоконеве, яке знаходилося за 2 км на південному заході.
Під час німецько-радянської війни становище села було гнітючим та окупованим. За 6 км від села розташована залізнична станція Лозова, яка є найважливішим залізничним вузлом, та була місцем проведення масштабних військових операцій. За знахідками місцевих жителів, в селі тривали активні бойові дії. Також були знайдені німецькі монети та чимала кількість боєприпасів. 16 вересня 1943 року село було звільнено від німецько-фашистським окупантів.
1985 року, за 1 км на північ від села, створений дачний кооператив «Пролетарський», ділянки в якому отримували працівники Лозівського ковальсько-механічного заводу.
12 червня 2020 року, відповідно до розпорядження Кабінету Міністрів України № 725-р «Про визначення адміністративних центрів та затвердження територій територіальних громад Харківської області», село увійшло до складу Близнюківської селищної громади.
17 липня 2020 року, в результаті адміністративно-територіальної реформи та ліквідації Близнюківського району, село увійшло до складу Лозівського району Харківської області.

## Клімат
Клімат у Кленовому помірно-континентальний. Посушливіший, ніж клімат Харкова, і відноситься до степового. Середня температура липня + 22…+ 25 °C, січня -5…-8 °C. Кількість опадів близько 500—550 мм на рік. Вітри східні та західні.

## Природа

### Рослинність
Раніше степ займав більшу частину навколишніх земель. Раніше його покривала різнотравно-типчаково-ковилова рослинність. До теперішнього часу в своєму первозданному вигляді степ зберігся лише місцями: він суцільно розораний і представляє величезні поля пшениці, кукурудзи, соняшнику, цукрових буряків. По балках і ярах тут росте очерет і різнотрав'я, верби.

### Тваринний світ
Існує багато тварин, які використовують специфічність прилеглої посадково-степової зони — живуть у посадках і лісосмугах, а на відкритих ділянках шукають їжу, живуть в одному місці, а розмножуються в іншому. У навколишніх лісосмугах мешкають лисиці і ласки, зустрічається куниця, лісовий тхір, заєць, кріт. Серед лісових гризунів особливо поширені, підземні і руді лісові полівки.
Птахи також представлені великою кількістю видів. Це славки, ворони, сороки, лелеки, дятли, ластівки, горобці, синиці, сови, шуліки.

### Краєвид
Навколишній пейзаж представляє з себе рівнинний степ. Присутня велика кількість балок і ярів, частина з них утворилася після висихання штучно створених ставків.
За 500 метрів від села викопано два ставки, 100 м² і 300 м². В окрузі через кожні 600—1000 м висаджені лісосмуги. Земля суцільно розорана і являють собою площу для засіву зернових культур.

## Транспорт
За 1 км від села пролягає залізнична лінія Лозова — Павлоград I, на якій розташований зупинний пункт Кленове, та автомобільна дорога місцевого значення.